# Anna Burg
Anna Burg (Aarburg, 2 juni 1875 - aldaar, 25 oktober 1950) was een Zwitserse schrijfster.

## Biografie
Anna Burg was een dochter van Emil Friedrich Meyer, een fabrikant, en van Marie Grossmann. Na haar middelbare studies in Aarburg kreeg ze een literaire en muzikale vorming van haar moeder en verbleef ze een jaar in het pensionaat Jeanrenaud in Neuchâtel. In 1895 huwde ze Alfred Beetschen, een journalist en dichter. Ze volgde haar echtgenoot naar Berlijn, Chemnitz en München, maar keerde terug naar Aarburg toen hun kinderen de leeftijd kregen om naar school te gaan. In verscheidene kranten, tijdschriften of literaire almanakken publiceerde ze diverse kinderboeken, verhalen en ook gedichten waarvan sommige op muziek werden gezet door Walter Müller von Kulm. Ze was een medeoprichtster van de Zwitserse vereniging van schrijvers.